# 威寶公司
威寶公司（英文：Verbatim Corporation）是主要生產儲存裝置和快閃記憶體的公司，於1969年創立。目前由台灣的中環公司（英文：CMC Magnetics Corporation）擁有，中環公司同樣是光碟製造商的知名品牌。 Verbatim最初是美國公司。在1970至1980年代，Verbatim是製造磁碟的知名品牌。2019年6月14日，中環公司及日本三菱化學公司達成了一項協議，三菱化學以大約3200萬美元的價格將威寶公司的全球業務和資產出售給台灣的中環公司。
Verbatim如今已成為光學媒體的知名品牌之一。2005年，美國商業資訊評 Verbatim 威寶公司為全球市場領先品牌，當中提及威寶公司因其專利的偶氮染料而聞名，該公司聲稱偶氮染料用於光學媒體記錄層可達到可靠、穩定且壽命長的效果。
現時主要業務除製造光碟等儲存裝置外，亦推出手機配件及電腦周邊等產品（由其他公司代工生產）。

## 歷史
威寶公司由里德·安德森（英文：Reid Anderson）於1969年在美國加利福尼亞州山景城創立， 當時公司名為Information Terminals Corporation。到1970年代末，該公司增長成磁碟的領先製造商，後來改為現名Verbatim。
在1985年，伊士曼柯達公司收購威寶公司。
在1990年3月，伊士曼柯達公司將威寶公司出售給日本三菱化學公司（當時名為 三菱化成株式会社 Mitsubishi Kasei Corporation ）。
在2019年6月14日，日本三菱化學公司協議將威寶公司出售給台灣中環公司。

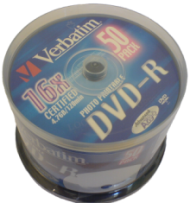
一桶50片的Verbatim DVD-R

2020年，台灣中環公司正式收購威寶公司。 

## 產品
- CD
- DVD
- 藍光光碟（Blu-ray Disc）
- USB記憶體
- 磁碟
- 固態硬碟（SSD）
- 滑鼠
- 鍵盤
- LED燈
- 藍牙無綫耳機
- 手機配件
- 電腦周邊

## 外部連結
- Verbatim （页面存档备份，存于） （英文）
- Verbatim香港 （页面存档备份，存于） （繁體中文）
- Verbatim LED （页面存档备份，存于） （英文）
- Verbatim新加坡 （页面存档备份，存于） （英文）
- Verbatim澳洲 （页面存档备份，存于） （英文）